# Повіт Йосіда
Пові́т Йо́сіда (яп. 吉田郡, よしだぐん, МФА: [joɕida guɴ]) — повіт в префектурі Фукуй, Японія.